# Seokjeok-eup
Seokjeok-eup (koreanska: 석적읍) är en köping i Sydkorea. Den ligger i kommunen Chilgok-gun i provinsen Norra Gyeongsang, i den centrala delen av landet, 210 km sydost om huvudstaden Seoul.